# Karangren
Karangren is een bestuurslaag in het regentschap Probolinggo van de provincie Oost-Java, Indonesië. Karangren telt 1765 inwoners (volkstelling 2010).